# (1099) Фигнерия
(1099) Фигнерия (лат. Figneria) — небольшой астероид главного пояса. Был обнаружен 13 сентября 1928 года русским (советским) астрономом Григорием Неуйминым в Симеизской обсерватории и назван в честь русской революционерки Веры Фигнер. Независимо был открыт 14 сентября 1928 года немецким астрономом Максом Вольфом в обсерватории Хайдельберг.

Орбита астероида Фигнерия и его положение в Солнечной системе
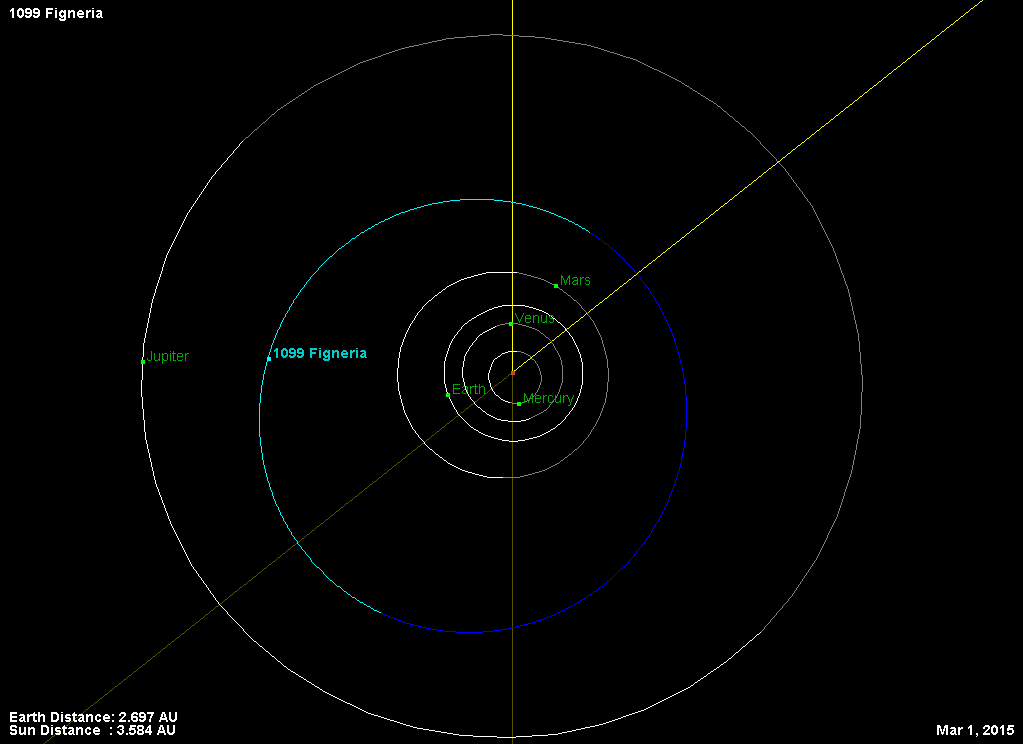
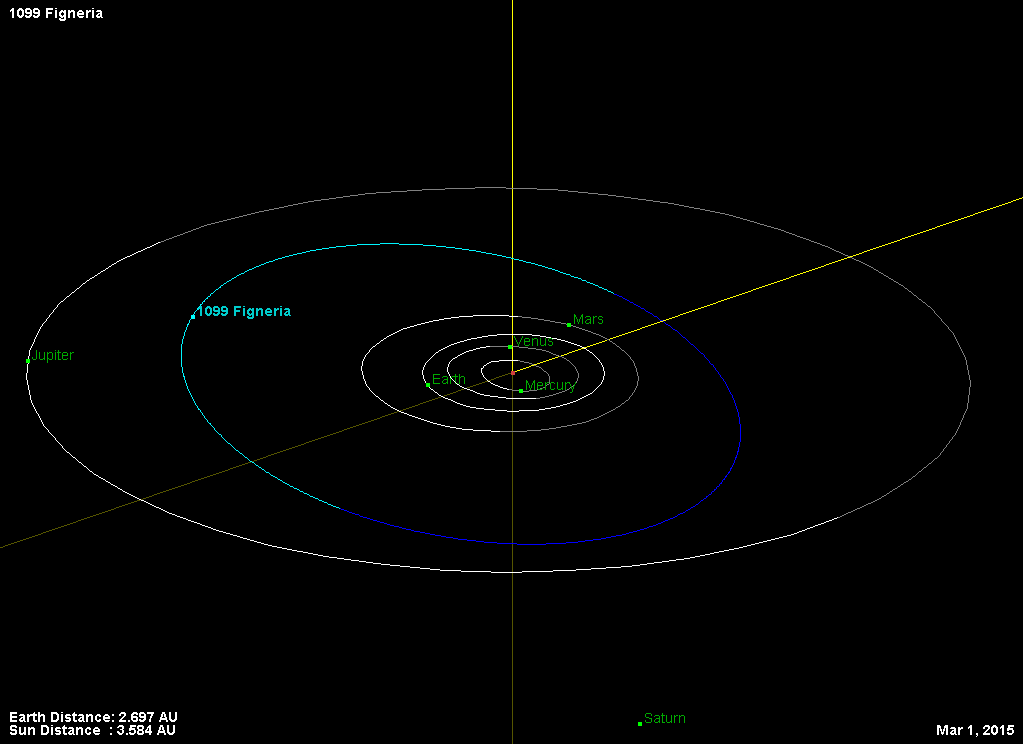